# Kasterenbrug
De Kasterenbrug is een combinatie van een liggerbrug en een ophaalbrug over de Zuid-Willemsvaart in de binnenstad van 's-Hertogenbosch, ter hoogte van de Van Berckelstraat.
De brug is gemaakt van ijzer en staal. De hoofdconstructie is van staal gemaakt. De lengte van de brug is in totaal 29,6 meter, de breedte bedraagt 9 meter. De hoofdoverspanning van de brug bedraagt 10 meter, terwijl de doorvaarwijdte 6,80 meter bedraagt.
De pijlers van de brug zijn met baksteen aangekleed, terwijl de aanbruggen van staal zijn gemaakt met gewapend beton.